# Копшивниця (гміна)
Гміна Копшивниця (пол. Gmina Koprzywnica) — місько-сільська гміна у східній Польщі. Належить до Сандомирського повіту Свентокшиського воєводства.
Станом на 31 грудня 2011 у гміні проживало 6978 осіб.

## Територія
Згідно з даними за 2007 рік площа гміни становила 69.19 км², у тому числі:
- орні землі: 85.00%
- ліси: 4.00%

Таким чином, площа гміни становить 10.24% площі повіту.

## Населення
Станом на 31 грудня 2011:
| Опис     | Загалом | Загалом | Чоловіки | Чоловіки | Жінки | Жінки |
| -------- | ------- | ------- | -------- | -------- | ----- | ----- |
| одиниця  | осіб    | %       | осіб     | %        | осіб  | %     |
| все      | 6978    | 100     | 3453     | 49.48    | 3525  | 50.52 |
| міське   | 2604    | 100     | 1282     | 49.23    | 1322  | 50.77 |
| сільське | 4374    | 100     | 2171     | 49.63    | 2203  | 50.37 |

## Сусідні гміни
Гміна Копшивниця межує з такими гмінами: Клімонтув, Лонюв, Самбожець.